# Модри Камень (новела)
Модри Камень — новела українського письменника Олеся Гончара, яка розповідає трагічну історію кохання за часів Другої світової війни. 

## Історія написання
Новела написана під впливом ще свіжих вражень автора від пережитого на фронті.
Уперше цей твір у повному обсязі з'явився в книжці Олеся Гончара «Новели» (1949), але до цієї миті ще виходив у журнальних публікаціях в Україні та Москві. У 1946 році письменник Петро Панч посприяв тому, щоб новелу надрукували в журналі «Україна». Проте після публікації твору в газеті «Радянська Україна», з'явилася стаття, яка містила досить різку критику автора. Олеся Гончара звинуватили в космополітизмі: радянська людина не може кохати іноземку.

## Пояснення назви
Модри Камень — містечко, розташоване у центральній Словаччині. Воно є одним із найменших міст країни. Його населення сягає 1597 осіб (станом на 31 грудня 2017 року). Площа містечка — 19,6 км².
Сама словацька назва Modrý Kameň у перекладі українською звучить як «голубий камінь».

## Головні герої
- Солдат-розвідник — оповідач.
- Ілля — товариш розвідника.
- Словацька дівчина Тереза — юнка, у яку закохався солдат.
- Матір Терези.
- Францішек — загиблий брат Терези (присутній лише ретроспективно в розповідях героїв).
- Чоловік-лісник — батько Терези (присутній ретроспективно).
- Поліціянти.

## Сюжет і композиція
Новела розділена на п'ять частин і має прийом обрамлення. 
Обрамлення (1): марення ліричного героя (дівчина оглядає рідне містечко, чекає солдата, навколо «дзвенить суха весна»).
Експозиція: радянський солдат зі своїм товаришем виконують бойове завдання в засніжених горах Словаччини; змучені й утомлені, вони натрапляють на хату; жінка з боязню впускає хлопців.
Зав’язка: між солдатом та Терезою пробігає іскра кохання.
Розвиток дії: перебування партизанів у словацькому домі; розповідь матері про загиблого сина Францішека, свого чоловіка-лісника, якого забрали, щоб «германам рити шанці»; відхід солдатів (Тереза проводжає хлопців із надією побачитися знову).
Кульмінація: прихід поліцаїв до хати в пошуках батька Терези, що втік із робіт; обшук  хати; поліціянти виводять Терезу з дому.
Розв’язка: смерть Терези.
Обрамлення (2): уявний діалог солдата з Терезою; урочистість природи.

## Стильові ознаки
Новела «Модри Камень» належить до модернізму, а саме до течії неоромантизму.
Типовою рисою неоромантизму, наявною у творі, є різноманіття контрастних образів і деталей. Наприклад, протилежними є холодна сувора зима і тепла гостинна хата словацької родини. Також розбіжними є образи самих закоханих у новелі. Сукня Терези біла й охайна, одяг солдата-партизана — подертий і страшний. Руки Терези білі й тонкі, «зіткані з чутливих живчиків». Руки ж розвідника — «мокрі, червоні, незграбні, в брудних бинтах». Голос дівчини описано як дзвінкий і прозорий, голос оповідача був захриплим від снігу, адже солдатові доводилося їсти сніг, аби якось вижити.
Незвична місцевість, перехід українських кордонів теж можуть свідчити про належність новели до неоромантизму.
Наявність символічних кольорів — також неоромантична риса. 
- Білий — чистота, невинність і радість. (Білі стрункі ноги; білий вітер; біла сукня; білі руки; білий, мов привид, Ілля; шосе — мов біла прірва; білі завії снігу; побіліла Тереза перед смертю).
- Чорний — символ темряви, зла й смерті, гниття й затемнення. (На рукаві чорніла пов’язка; чорніють німецькі машини; чорніло згарище; чорна зимова ніч).
- Зелений — природа і молодість; уособлення надії на злагоду, мир і спокій. (Зелений дуб; зеленітимуть гори; зелені спини гір).
- Блакитний колір у творі символізує ніжність, вірність, а також легкий сум через розуміння недосяжності вічного, нескінченного. (Блакитний дзвін; блакитне небо).
- Червоний — у новелі колір крові. (Червоні руки солдатів; закривавлені бинти).

## Цікаві факти
Станом на 2021 рік новела є в шкільній програмі й входить до програми ЗНО.